# 埃庇丹努斯

埃庇丹努斯在巴尔干半岛上的位置

埃庇丹努斯（Epidamnos 或 Epidamnus），始建于古希腊殖民时期， 罗马时期则被称作“都拉基乌姆”（Dyrrachium，今阿尔巴尼亚都拉斯，位于首都地拉那西侧30公里）。
该城是在公元前627年，由来自科林斯和克基拉（Corcyra(今科孚）的古希腊殖民者建立的。亚里士多德所著《政治》一书曾提到，埃庇丹努斯起初采取寡头政治，由当地贵族所任命的地方行政官所管辖，商人和工匠则被不享有公民权。此后该城爆发内乱，人们建立了一个更为民主的政体，而流亡的贵族则分别向母邦科林斯和科孚寻求支援，并导致了两个母邦之间的战争，这也被修昔底德归结为伯罗奔尼撒战争爆发的原因之一。公元前四世纪，该城先后接受卡山德的马其顿安提帕特王朝及皮洛士的伊庇鲁斯同盟统治。
埃庇丹努斯常与周围辖地一同被称作“埃庇丹尼亚”（Epidamnia）。

## 罗马帝国时期
前229年，当罗马人发动伊利里亚战争征服该地区时，这座城市的后缀名“达诺斯”在拉丁语中不太吉利，因此被罗马人改称为都拉基乌姆（也译作“都拉齐翁”）。古希腊地理学家保萨尼亚斯说，“这座重建的罗马城市其实并不是原先那座，离埃庇丹努斯旧城有一小段距离，而都拉基乌姆这个名字则来自于罗马的一位改建者。”人们在一枚前五世纪的硬币上曾发现“都拉齐翁（英語：Dyrrachion）”这个名字，但在罗马时期，都拉基乌姆这个名字还是更为常见。该城起初处于一种半自治状态，但随着时间的推移，该城逐渐成为一座典型的罗马城市。不过在拜占庭时期，也有希腊人使用埃庇丹努斯这个名字，例如介绍该城起源的13世纪史书《编年史》。
罗马时期，罗马人要想从布林迪西穿过爱奥尼亚海到达希腊及色雷斯，必须在都拉基乌姆登陆，因此该城也逐渐成为古典时代亚得里亚海沿岸主要的海港之一。埃格纳提亚大道（英語：Via Egnitia）始于都拉基乌姆，途径塞萨洛尼基，并在帝国后期延伸至君士坦丁堡。而这座城市则隶属于马其顿行省的新伊庇鲁斯（英語：Nova Epirus）。公元345年，该城被地震夷为平地，此后在旧址上得以重建。
公元前48年，庞培在都拉基乌姆会战中战胜凯撒，但紧接着就在法萨卢斯会战中被凯撒彻底击溃；公元1018年，保加利亚第一帝国沙皇伊万·弗拉迪斯拉夫围攻该城，但命丧城下，数月后拜占庭帝国皇帝瓦西里二世征服保加利亚第一帝国大部，两大帝国之间持续数世纪的冲突至此告一段落；1081年，阿普利亚和卡拉布里亚公爵罗伯特·吉斯卡尔率领诺曼人击败阿莱克修斯·科穆宁治下的拜占庭帝国，并于次年成功占领该城，深入马其顿及色萨利地区，不过在此后不久，上述地区均被科穆宁王朝夺回。
在公元4世纪时，该城曾是伊利里亚行省的首府。因此在罗马以至拜占庭时期，其主教区成了该行省下所有教区的都主教区。